# Col Rigat
Le col Rigat (catalan : Coll Rigat), situé à 1 493 m d'altitude, est un col de montagne routier des Pyrénées, en Haute-Cerdagne, dans le département des Pyrénées-Orientales.

## Géographie

### Localisation
Entre Bourg-Madame et Mont-Louis et à l'est de l'enclave espagnole de Llivia, le col Rigat, matérialisé par un pont aqueduc pour le rec de la Ribera d'Eina, est situé sur la commune de Saillagouse dans le périmètre du parc naturel régional des Pyrénées catalanes.

### Accès
Il est emprunté par la route nationale 116.
Au côté du col se trouve un tunnel-galerie de 122 m pour la voie du « Train jaune » - TER Occitanie de la ligne de Cerdagne, entre la gare de Font-Romeu-Odeillo-Via et la gare d'Estavar. Son rôle est de garantir le passage du train en présence de congères formées à cet endroit.

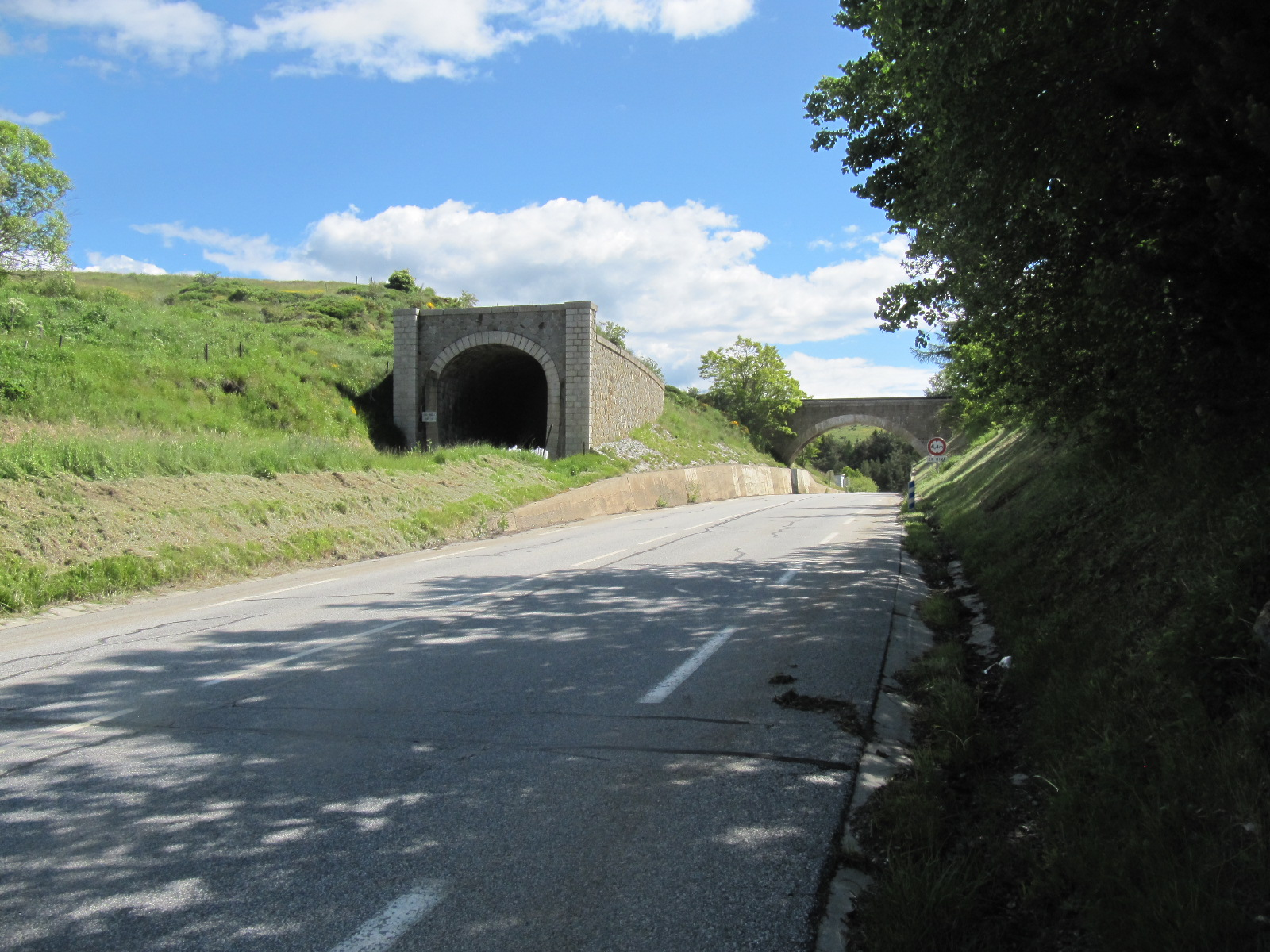
Tunnel-galerie du col Rigat pour le train jaune et RN 116
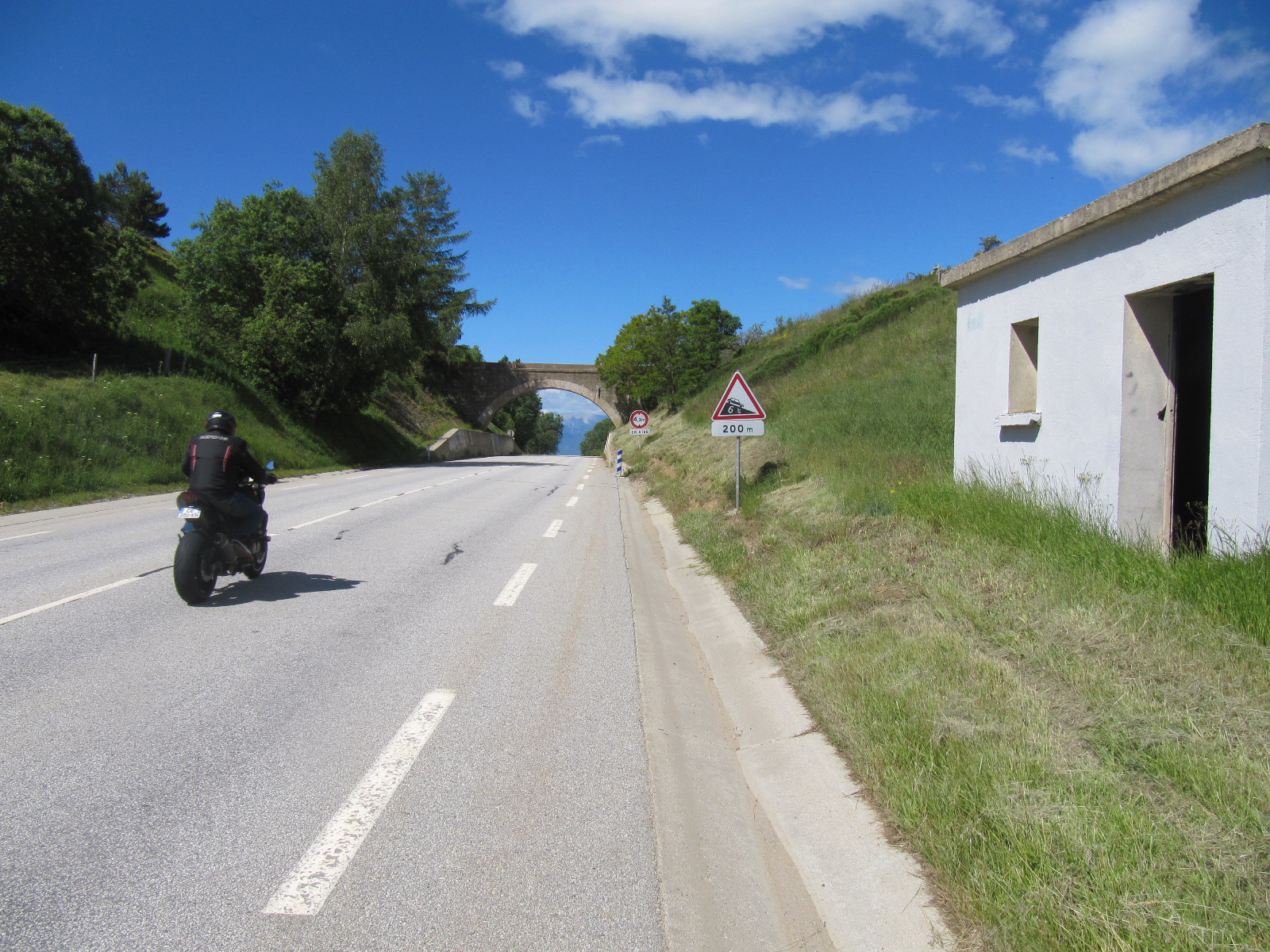
Moto au col Rigat sur RN 116, le col est au niveau du pont.

## Histoire

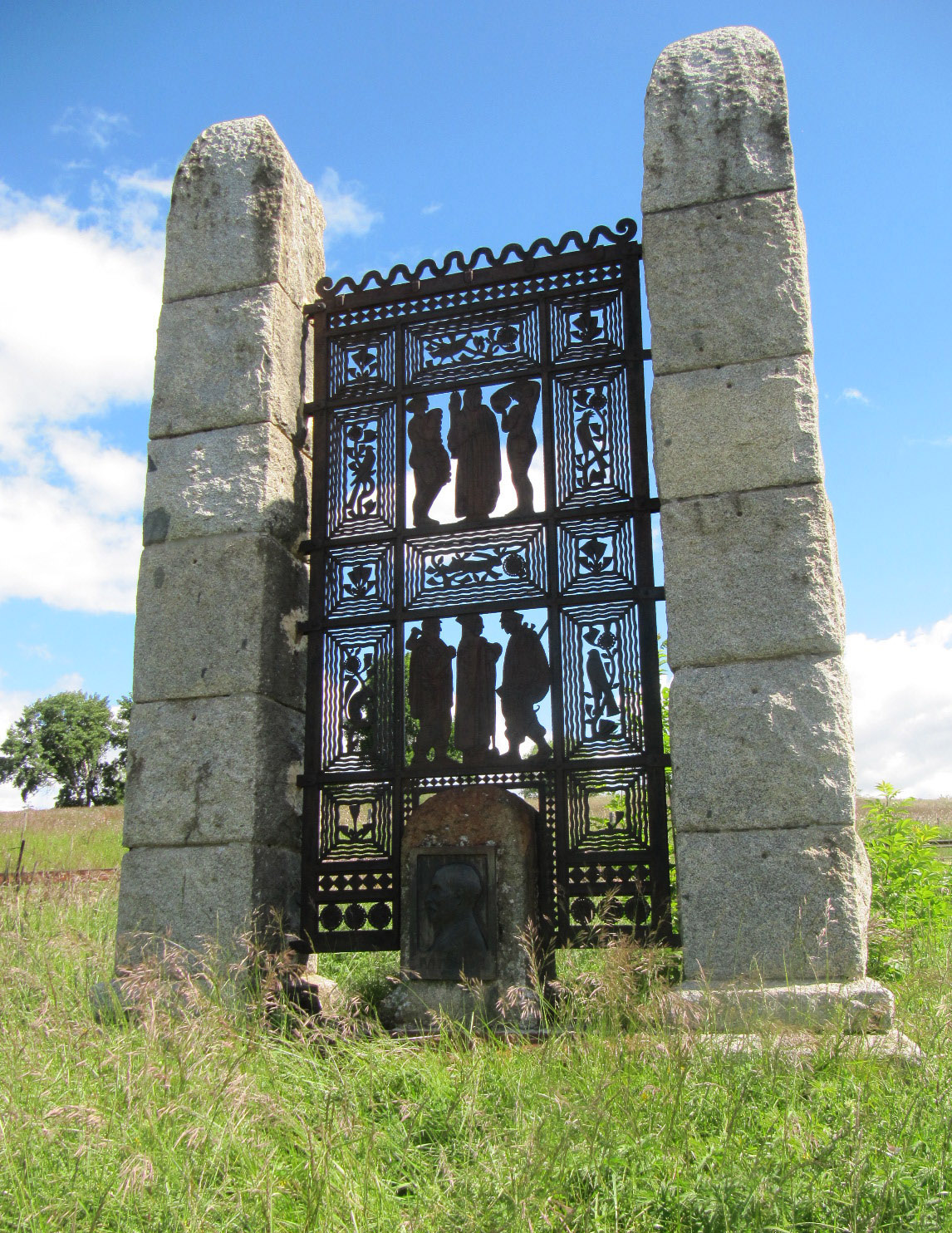
Porte de fer en hommage à Jules Lax, créateur du Train jaune.

Un imposant monument en hommage à Jules Lax (1842-1925), créateur du Train jaune, est érigé près du col et de la voie ferrée. Dû à Gustave Violet (1873-1952), parfois dénommé la « Porte de la Cerdagne »,  il comprend deux grandes colonnes en granite reliées par une « porte » décorée en fer forgé représentant des personnages et des animaux et, en partie basse, un portrait de Jules Lax. L'endroit offre un point de vue sur la plaine de Cerdagne jusqu’à la serra del Cadi.

## Activités

### Aviation
L'altisurface de l'Hippopotame présente 2 pistes en herbe (42° 28′ 40″ N, 2° 02′ 50″ E) à 500 m au nord-ouest du col, à l'altitude de 1 500 m (4 921 ft).

### Cyclisme
Le col est emprunté lors de la 7e étape du Tour de France 1919 et lors de la 15e étape du Tour de France 1935.